# Пахіта чотириплямиста
Козачка чотирипляма (Pachyta quadrimaculata (Linnaeus, 1758)) — вид жуків з родини Скрипунових.

## Поширення
Козачка чотирипляма — бореально-альпійський вид, поширений в гірських системах Європи, Росії, на Кавказі та півночі Євразії.
В Україні Козачка чотирипляма звичайний вид у Карпатах і дуже поодиноко трапляється на Поліссі. В історичних джерелах відомо кілька випадків знаходження виду у північній частині Поділля.

## Екологія
У Карпатському регіоні приурочений до смерекових лісів, де широко розповсюджений й часто трапляється на квітах гадючника в'язолистого та арункусу звичайного. Літ триває з кінця червня до кінця серпня. Чисельність, відносно інших видів вусачів, сягає 2-3%.

## Морфологія

### Імаго
Жуки середнього розміру, довжиною тіла 11-20 мм. Передньоспинка вкрита дрібними волосками, поцятковано-зморшкувата; надкрила, як у самців, так і в самок, жовті з двома чорними плямами на кожному, сильно зморшкуваті тільки у першій третині. Іноді верхні плями зникають і залишаються лише нижні. Тіло чорного кольору.

### Личинка
У личинки по обидві сторони голови наявні три основні вічка. Верхня губа овально-поперечна. Наличник трапецієподібний. Мандибули видовжені, на вершині косо зрізані. Ноги добре розвинені. Пронотум дуже маленький слабо помітний. Дорзальні мозолі з двома поперечними валиками кожен. Дев'ятий терґіт черевця на верхівці витягнений у зубець. Довжина личинки — 30 мм.

## Життєвий цикл
Личинка розвивається у тонких коренях всохлих хвойних дерев та їхніх пеньків. Заляльковування відбувається у ґрунті. Самки відкладають від 100 до 400 яєць, невеликими групами, на поверхню кори або у тріщини. Життєвий цикл триває два роки.